# Oliver Marlo

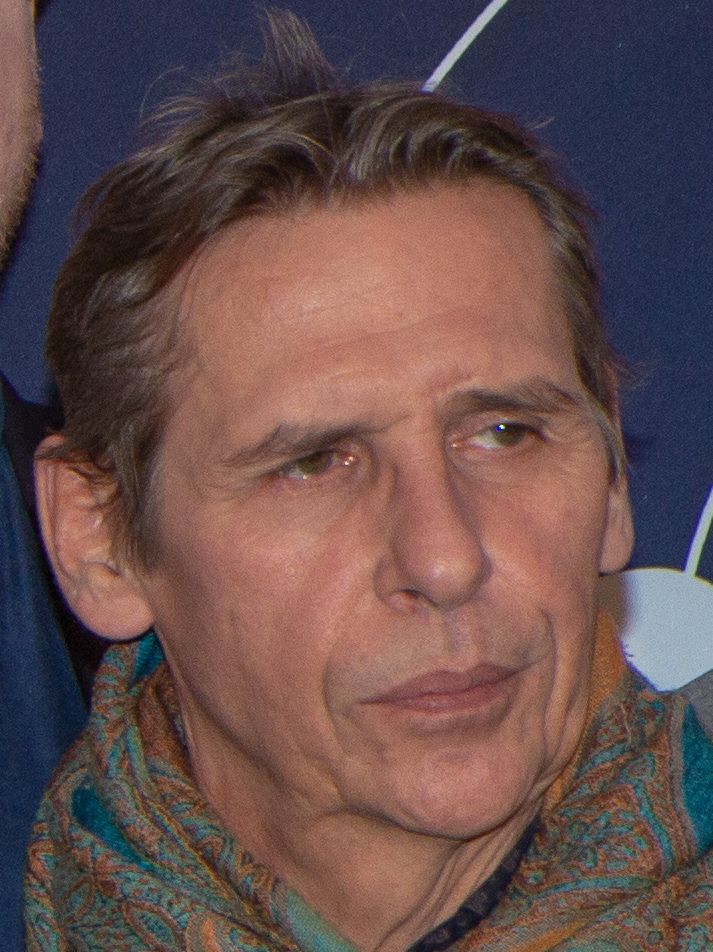
Oliver Marlo (2018)

Oliver Marlo (* 1956 in Trier) ist ein deutscher Schauspieler.

## Leben
Oliver Marlo wuchs in Frankreich, Belgien, Italien und in der Türkei auf. Er besuchte das Lycée international de St. Germain en Laye in Paris. Von 1978 bis 1981 machte er eine private Schauspielausbildung, die er nach einem zweijährigen Aufenthalt in New York mit der ZAV-Abschlussprüfung in Berlin beendete.
In den nachfolgenden Jahren hatte er mehrere Hauptrollen in Theaterinszenierungen, u. a. von Donald Berkenhoff, Ginka Tscholakowa, Folke Braband und Terry Hands.
Sein Filmdebüt gab er in Reinhard Hauffs 1986 gedrehten Kinospielfilm Linie 1. Es folgten zahlreiche weitere Arbeiten für Film und Fernsehen, bei denen er u. a. mit Eberhard Itzenplitz, Staffan Lamm, Cheol-Mean Whang, Peter Lichtefeld, Tony Randel, Peter Fratzscher, Bülent Akinci, Hansjörg Thurn, Christian Jeltsch und Dustin Loose zusammenarbeitete. In dem Spielfilm Nicht schon wieder Rudi! (2015), dem Regiedebüt der beiden Schauspieler Oona Devi Liebich und İsmail Şahin, verkörperte er den an Altersdemenz erkrankten Klaus, den besten Kumpel des 55-jährigen, im Mittelpunkt der Handlung stehenden Bernd (Matthias Brenner). Er stand in Episodenrollen außerdem für zahlreiche TV-Serien wie SOKO Wismar (2006, als Apotheker Jorgensen) und Weinberg (2015, als Hauptkommissar Beckmann) vor der Kamera.
Oliver Marlo lebt in Berlin.

## Filmografie (Auswahl)
- 1988: Linie 1 (Kinofilm)
- 1988: Rosinenbomer (Fernsehfilm)
- 1993: Großvaters Reise (Kinofilm)
- 1994; 1999: Im Namen des Gesetzes (Fernsehserie, zwei Folgen)
- 1995: Die Wache: Irrtum Bulle (Fernsehserie, eine Folge)
- 1996: Fuck Hamlet (Kinofilm)
- 1996: Zugvögel … Einmal nach Inari (Kinofilm)
- 1998: Babyhandel Berlin – Jenseits aller Skrupel (Fernsehfilm)
- 1999: SK Kölsch: Der Aap (Fernsehserie, eine Folge)
- 1999: Das Amt: Das Amt in Berlin (Fernsehserie, eine Folge)
- 1999: Küstenwache: Die Flucht (Fernsehserie, eine Folge)
- 2000: Fieber – Ärzte für das Leben: Wahnsinn (Fernsehserie, eine Folge)
- 2001: Balko: Der Schweinemann (Fernsehserie, eine Folge)
- 2002: Tatort: Schlaf, Kindlein, schlaf (Fernsehreihe)
- 2002: Operation Rubikon
- 2003: Die Sitte: Hase & Igel (Fernsehserie, eine Folge)
- 2006: Der Lebensversicherer (Kinofilm)
- 2006; 2007: SOKO Wismar (Fernsehserie, zwei Folgen)
- 2007: R. I. S. – Die Sprache der Toten: Die nackte Wahrheit (Fernsehserie, eine Folge)
- 2009; 2015: Alarm für Cobra 11 – Die Autobahnpolizei (Fernsehserie, zwei Folgen)
- 2013: Helden – Wenn dein Land dich braucht (Fernsehfilm)
- 2015: Weinberg (Fernsehserie, Serienrolle)
- 2015: Nicht schon wieder Rudi! (Kinofilm)
- 2016: Der mit dem Schlag (Fernsehfilm)
- 2019: Tatort: Der höllische Heinz (Fernsehreihe)
- 2022: Das Netz – Spiel am Abgrund (Fernsehserie, Folge 7)